# Sochaczew Miasto
Sochaczew Miasto – wąskotorowy przystanek osobowy w Sochaczewie, w województwie mazowieckim, w Polsce.